# Jacques Davidson

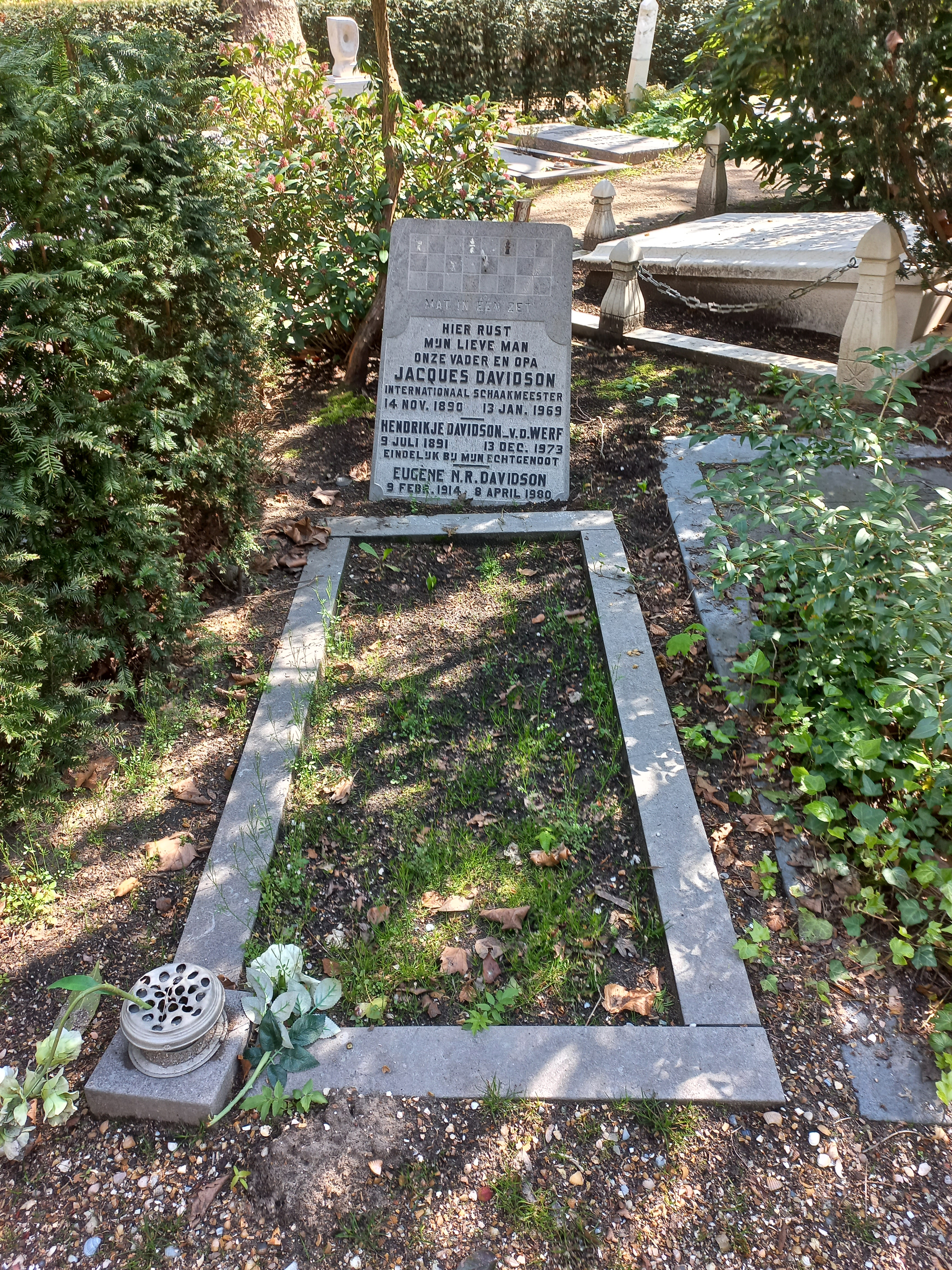
Graf familie Davidson, met schaakprobleem op de zerk (april 2023)

Jacques Davidson (Amsterdam, 14 november 1890 – aldaar, 13 januari 1969) was een internationale schaakmeester en de eerste fulltime beroepsschaker die Nederland gekend heeft. Hij was in de eerste helft van de jaren 1920 na Max Euwe de sterkste speler van het land.
De latere wereldkampioen was echter zoveel sterker, dat Davidson bij hem in de schaduw is gebleven en na zijn dood in de vergetelheid is geraakt, ondanks zijn ongewone schaakcarrière waarin hij nu en dan de nodige opschudding in de Nederlandse schaakwereld veroorzaakte; en ondanks zijn bijdragen aan de popularisering van het schaakspel in Nederland.

## Levensloop
Jacques Davidson is in Amsterdam geboren maar verhuisde op jonge leeftijd naar Londen omdat zijn vader daar een baan als taaldocent had gekregen. Daar leerde Jacques van zijn vader op onorthodoxe wijze het schaakspel: bij winst kreeg hij een extra zakcent, bij verlies moest hij zijn vader met zijn zakcenten betalen. Ze speelden voor een steeds hogere inzet en hoewel Jacques uiteindelijk steeds won, heeft hij zijn tegoeden nooit ontvangen, want het gezin was arm. Het idee om voor geld te spelen heeft toen wel vorm gekregen en Jacques meende dat het wel eens winstgevend kon zijn tegen rijke Engelsen te spelen. Hij leerde de fijne kneepjes van het vak van Rudolf Loman die hem in Engeland was voorgegaan. Hij speelde toen voornamelijk in het Londense Vienna Café, maar ook bij lords thuis die hem voor privéschaakseanses inhuurden.
Davidson kwam in 1912 definitief terug naar Nederland om zijn meestertitel te halen, want met de daarmee gepaard gaande status zou beter brood te verdienen zijn. Nadat hij voor de tweede maal het aspirant meestergroep won, verleende de Nederlandse schaakbond hem de meestertitel. Korte tijd later won hij een match tegen zijn voormalige mentor, Rudolf Loman. Dit was kennelijk een schok voor het etablissement, want de Nederlandse Schaakbond schreef in het bondsorgaan: "Bij het ter perse gaan van dit nummer ontvingen wij het verbijsterende bericht dat de heer Rudolf Loman, kampioen van Nederland, verslagen werd door de heer Davidson te Londen met 3-2." 
Dat jaar gaf Davidson ook een simultaan in Amsterdam, waar een van zijn tegenstanders de toen 12-jarige Max Euwe was. Deze niet hoogstaande en door de jongeling gewonnen partij is zowel de eerste partij die de twee schakers met elkander gespeeld hebben en tevens de oudst bekende partij van Euwe.

In de jaren 1920 was Davidson na Euwe de sterkste schaker van Nederland: op de Nederlandse schaakkampioenschappen van 1921 en 1924 eindigde hij achter Euwe op de tweede plaats. Davidson speelde in toernooien, zoals in 1925 in Amsterdam. Op het sterkst bezette toernooi waar hij ooit aantrad, het toernooi van het Oostenrijkse Semmering in 1926, werd hij slechts 16e, maar hij slaagde er wel in remise te maken met spelers van het kaliber als Rudolf Spielmann, Aaron Nimzowitsch en Akiba Rubinstein. Gedurende dit toernooi schreef hij verslagen voor de krant. De combinatie van zijn deelname en verslaggeving zou goede reclame voor hem geweest zijn, want hij werd daarna door het hele land gevraagd voor schaaksimultaans.

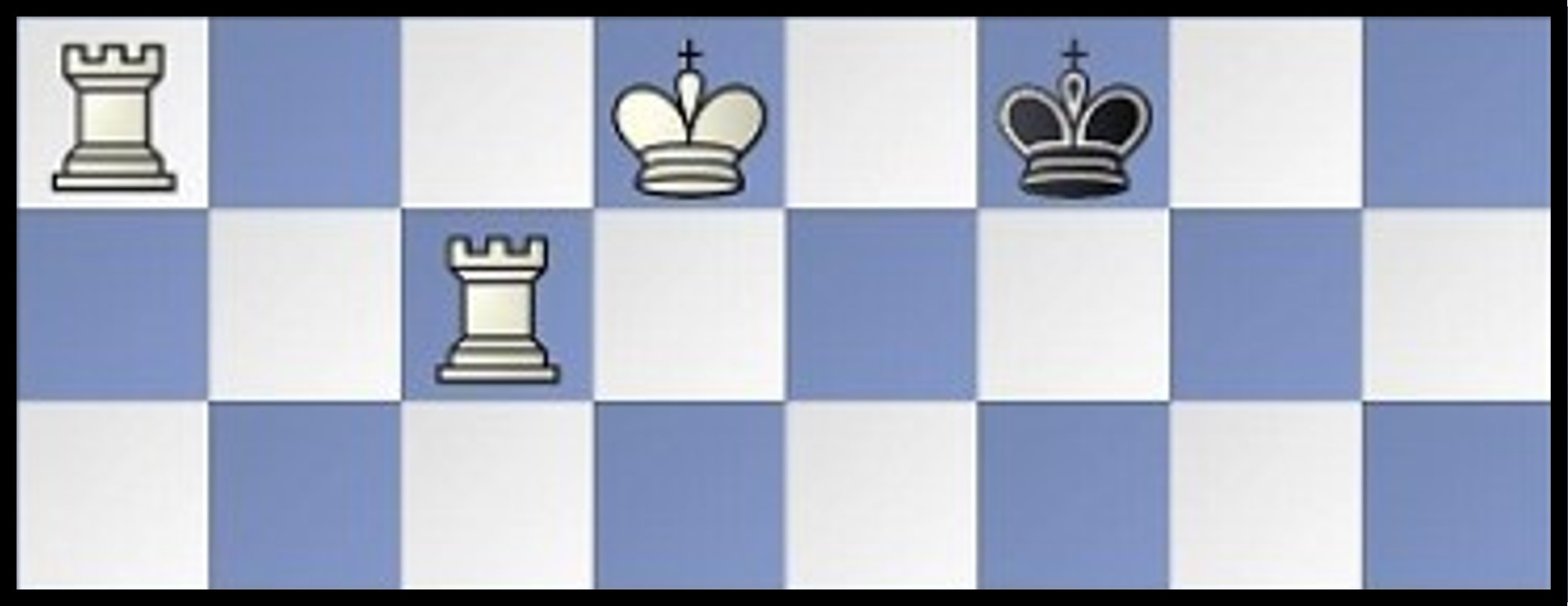
Mat in een zet

Davidson was in 1912 getrouwd met Hendrikje van de Werf (1891–1973) en ze kregen vier kinderen. Hij stierf in 1969 en ligt begraven in Zorgvlied. Op zijn grafsteen staat een schaakprobleem afgebeeld: "mat in een zet". De oplossing hiervan dient in metaforische sferen gezocht te worden.

## Beroepsschaker
Terwijl het in Engeland normaal was om voor geld te schaken, werd in Nederland door de heersende calvinistische werkethiek het geld verdienen met een 'hobby' als ongepast beschouwd. Tezamen met de vooroordelen die over zijn arme achtergrond en zijn beweegredenen heersten, had Davidson het dan ook lange tijd moeilijk om zich in Nederland als beroepsschaker staande te houden. Hem zou een keer een schoonheidsprijs onthouden zijn omdat een van de juryleden meende dat hij die prijs toch maar zou verpanden.
Hij verdiende zelden genoeg en dus nam hij er diverse klusjes bij naast het schaken. Zodoende haalde hij de meeste inkomsten uit talloze simultaanseances (hij was ook in staat tot tegen zes borden toe blind te schaken), lezingen, het schrijven van schaakstukjes voor de krant, het geven van schaaklessen (een van zijn eerste studenten was Andrew Bonar Law, die later premier van Engeland werd; en in 1928 gaf Davidson een zeer succesvolle serie schaaklessen voor de Avro-radio, hetgeen een wereldprimeur was), de verkoop van schaakboeken, die hij verkocht door van deur tot deur te gaan. Hij schreef er een zelf, over de praktische benadering van de Caro-Kann. Hij reisde voorts rond met een demonstratiebord om tegen betaling fraaie partijen te tonen.
Illustratief voor Davidsons strijd om zich als beroepsschaker in Nederland op de been te houden was de waarschuwing die de Nederlandse schaakbond in 1934 aan haar leden gaf tegen zijn "schadelijke praktijken". De verstoorde relatie tussen Davidson en de bond werd in 1937 via een verzoeningsgesprek genormaliseerd. Hij bleef zijn hele leven beroepsschaker, hetgeen volgens Hans Ree een knappe prestatie was in een tijd waarin alleen de allerbeste schakers ter wereld met het schaken hun brood konden verdienen. Dat een amateurschaker als Max Euwe Davidson ook nog eens overklaste, maakte zijn werk er niet eenvoudiger op. Hoewel de beroepsschakerij dus geen vetpot was, was het voor Davidson voldoende om zich en zijn gezin in levensonderhoud te voorzien.

## Speelsterkte

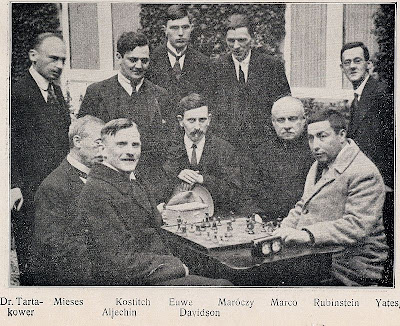
Davidson (zittend in het midden) met de schaakwereldtop van de jaren 1920 (vermoedelijk gedurende het toernooi te Semmering, 1926)

Davidson was misschien wel de meest pur sang schaakmeester en beroepsspeler die Nederland ooit gekend heeft. Hij was een natuurspeler die op basis van talent het spelletje speelde, zonder aanspraak te doen op theoretische ontwikkelingen waaruit schakers als Max Euwe hun voordeel haalden.
Naar eigen zeggen kon een schaker vroeger met 80% talent en 20% theorie ver komen, maar erkende dat later de theorie de helft van de partijen besliste. Vermoedelijk heeft hij hierdoor nooit het niveau van de absolute wereldtop kunnen halen. Toch kan hij bogen over aardige resultaten en kunnen de partijen tegen Euwe (tegen wie hij van de 26 partijen er 5 won, 8 remise maakte en de rest verloor) hiervoor als referentiekader gezien worden. Volgens het edo-schaakratingsysteem heeft Davidsons rating van 1910 tot 1932 vrij constant rond de 2200 geschommeld.

## Hoogtepunten
Toernooien
- 1921: Nederlands kampioenschap, 2e plaats (gewonnen door Max Euwe)
- 1923: Scheveningen, 6e plaats
- 1924: Nederlands kampioenschap, 2e plaats (gewonnen door Max Euwe)
- 1925: Amsterdamse Meestervierkamp, 1e plaats met 3 punten, voor Euwe (2), Sämisch (0.5) en Weenink (0.5)
- 1926: Livorno, 2e plaats
- 1926: Spa, 8e plaats
- 1926: Semmering, 16e plaats
- 1927: Utrecht, 2e plaats (gewonnen door Max Euwe)
- 1927: Amsterdam, 1e plaats, gedeeld met Hartingsvelt
- 1929: Nederlands kampioenschap, gedeelde 4e plaats (gewonnen door Max Euwe)

Matches
- 1911: Winst tegen Philip Sergent met 2.5-1.5
- 1912: Winst tegen Rudolf Loman met 3-2[8]
- 1922: Gelijkspel tegen Richard Teichman met 1.5-1.5
- 1924: Verlies tegen Max Euwe met 2.5-6.5
- 1926: Verlies tegen Max Euwe met 1-4
- 1932: Verlies tegen Rudolf Spielmann
- 1938: Verlies tegen Salo Landau
- 1939: Verlies tegen Rudolf Spielmann